# Calabash
Calabash é uma cidade  localizada no estado norte-americano de Carolina do Norte, no Condado de Brunswick.

## Demografia
Segundo o censo norte-americano de 2000, a sua população era de 711 habitantes. 
Em 2006, foi estimada uma população de 797, um aumento de 86 (12.1%).

## Geografia
De acordo com o United States Census Bureau, a localidade tem uma área de 3,9 km², dos quais 3,7 km² cobertos por terra e 0,2 km² cobertos por água. Calabash localiza-se a aproximadamente 12 m acima do nível do mar.

## Localidades na vizinhança
O diagrama seguinte representa as localidades num raio de 16 km ao redor de Calabash. 